# Droga krajowa nr 141 (Kostaryka)
Droga krajowa nr 141 (hiszp. Ruta Nacional Secundaria 141/Ruta 141) – jedna z dróg krajowych w Kostaryce. Znajduje się ona w prowincji Alajuela.

## Opis
W prowincji Alajuela droga krajowa nr 141 przebiega przez kanton Naranjo (przez dystrykty Naranjo de Alajuela, San Miguel, San José, Cirrí Sur i San Juan), kanton San Carlos (przez dystrykty Quesada, Florencia, Buenavista, La Fortuna i La Tigra) oraz kanton Zarcero (przez dystrykty Zarcero, Laguna, Tapesco, Zapote i Brisas).